# Ugíjar
Ugíjar település Spanyolországban, Granada tartományban. Ugíjar Alpujarra de la Sierra, Alcolea, Murtas, Cádiar, Válor és Nevada községekkel határos. Lakosainak száma 2561 fő (2024).

## Népesség
A település népessége az elmúlt években az alábbi módon változott:
| Lakosok száma | 2522 | 2541 | 2531 | 2569 | 2711 | 2619 | 2512 | 2523 | 2550 | 2561 |
|               | 2001 | 2004 | 2006 | 2009 | 2011 | 2014 | 2016 | 2019 | 2021 | 2024 |